# Emblemaria caycedoi
Emblemaria caycedoi är en fiskart som beskrevs av Acero P., 1984. Emblemaria caycedoi ingår i släktet Emblemaria och familjen Chaenopsidae. Inga underarter finns listade i Catalogue of Life.